# Nicolaus, Kalifornien
Nicolaus är en census-designated place i Sutter County i Kalifornien. Vid 2010 års folkräkning hade Nicolaus 211 invånare.